# Витерих
Витерих (Witterich; † април 610) е крал на вестготите от юни/юли 603 до април 610 г. в Испания.

## Управление
През юни/юли 603 г. Витерих смъква крал Лиува II от трона и нарежда да му отрежат дясната ръка, за да не може да властва.
Войската му се бие безуспешно с византийците, които владеят територия на южния Иберийски полуостров.
Дъщеря му Ерменберга заминава през 606 г. да се омъжи за краля на франките и бургундите Теодорих II, но скоро след нейното пристигане в двореца, той я изпраща обратно при баща ѝ. Чиизът ѝ обаче задържа. Ядосаният Витерих сключва съюз против Теодорих II с Хлотар II, Теодеберт II и краля на лангобардите Агилулф, но не се стига до военни действия.
Витерих е убит при заговор на дворцовите благородници през април 610 г. На трона идва Гундемар.